# گانو دان
گانو دان (انگلیسی: Gano Dunn; زاده ۱۸ اکتبر ۱۸۷۰ – درگذشته ۱۰ آوریل ۱۹۵۳) مهندس و مدیر ارشد اهل ایالات متحده آمریکا بود. وی همچنین برندهٔ جوایزی همچون مدال ادیسون انجمن مهندسان برق و الکترونیک شده‌است.